# レオポルド・ブルームへの手紙
『レオポルド・ブルームへの手紙』（Leo）は、2002年制作のイギリス・アメリカ映画。アイルランドの文豪ジェイムズ・ジョイスの小説『ユリシーズ』に由来し、アメリカのミシシッピーを舞台にした二つの物語が進行する緻密な構成となっている。

## ストーリー
1960年代のミシシッピー州。メアリーは大学で文学を教える教授である夫との間に生まれた娘を育てているが、自分が社会から置き去りにされていくのでは、という強い焦りを感じている。やがて、夫の不貞を疑ううちに自暴自棄になり、出入りの塗装工ライアンと関係を持ち、妊娠してしまう。数ヵ月後のある日突然、夫と幼い娘が交通事故死する。その日生まれてしまった男の子に、メアリーは『ユリシーズ』の登場人物にちなんで「レオポルド（レオ）」と名づける。しかし、自分の罪をすべて背負っているかのようなレオに対して、メアリーはまともに対峙して愛情を持つことができない。
殺人罪の15年の刑期を終え、ミシシッピー州立刑務所から一人の男が出所する。その男、スティーヴンはヴィックの経営する食堂で働き始めるが、そこではホラスという乱暴な男が我が物顔で振舞っており、決して居心地の良い場所ではなかった。スティーヴンは入所中に手紙を交換していたレオと会う日を待ち望んでいた。本好きで文才もあるレオの手紙には、自分が「母の罪の烙印である」と綴られていた。
レオとスティーヴンが出会う時が近づいていた…。

## キャスト
- ジョセフ・ファインズ：スティーヴン
- エリザベス・シュー：メアリー
- ジャスティン・チェンバース：ライアン
- デボラ・カーラ・アンガー：キャロライン
- メアリー・スチュアート・マスターソン：ブリン
- ジェイク・ウェバー：ベン
- デイヴィス・スウェット：レオポルド
- デニス・ホッパー：ホラス
- サム・シェパード：ヴィック